# Юркка, Эйно
Эйно Юркка (настоящая фамилия — Ротстрём) (англ. Eino Jurkka; 9 февраля 1894, Гельсигфорс, Великое княжество Финляндское, Российская империя — 12 февраля 1953, Хельсинки, Финляндия) — финский актёр театра и кино, театральный режиссёр, театральный деятель.

## Биография
Родился в семье художника-декоратора. Актёром стал случайно, увидев в газете «Хельсинкские новости» объявление о наборе артистов для музыкальной пьесы. Он тут же подал заявку на участие и прошёл отбор.
Дебютировал на сцене Казино-Оперет в Турку. С 1918 года играл в Народном театре в Хельсинки. С 1924 года четыре года работал актёром и режиссером в театре Выборга.
Был актёром, режиссёром и директором театров городов Турку, Хельсинки, Оулу и Выборг.
В 1922 году женился на актрисе Эмми Юркка, затем путешествовал по всей Финляндии со своей женой. Их сыном был актёр Сакари Юркка.

## Избранные театральные роли
- Петруччио («Укрощение строптивой»),
- Протасов («Живой труп»),
- Ма («Кавказский меловой круг»),
- Аслак («Пер Гюнт» Ибсена).

Дебютировал в кино в 1920 году в фильме «Ollin oppivuodet», до 1952 года снялся в 29 фильмах.

## Избранная фильмография
- Sano se suomeksi, 1931
- Helsingin kuuluisin liikemies, 1934
- Forsfararens brud, 1937
- Kaksi Vihtoria, 1939
- Hälsingar, 1940
- Herra johtajan «harha-askel», 1940
- Salakuljettajan laulu, 1952

Как режиссёр испытал влияние экспрессионизма.